# 代數曲線
在代數幾何中，一條代數曲線是一維的代數簇。最典型的例子是射影平面{\displaystyle \mathbb {P} ^{2}}上由一個齊次多項式{\displaystyle f(X,Y)}定義的零點。

## 仿射曲線
定義在域{\displaystyle F}上的仿射代數曲線可以看作是{\displaystyle F^{n}}中由若干個{\displaystyle n}-元多項式{\displaystyle g_{i}\in F[x_{1},\ldots ,x_{n}]}定義的公共零點，使得其维数為一。
利用結式，我們可以將變數消至兩個，並化約到與之雙有理等價的平面代數曲線{\displaystyle f(x,y)=0}，其中{\displaystyle f\in F[x,y]}，因此在探討曲線的雙有理幾何時僅須考慮平面曲線。

## 射影曲線
射影空間中的曲線可視作仿射曲線的緊化，它們帶有更好的幾何性質。在以上考慮的方程{\displaystyle g_{i}=0}（{\displaystyle i=1,\ldots ,n-1}）中，我們作代換：
{\displaystyle g_{i}(x_{1},\ldots ,x_{n})\longrightarrow (X_{0})^{\deg g_{i}}g_{i}\left({\frac {X_{1}}{X_{0}}},\ldots ,{\frac {X_{n}}{X_{0}}}\right)}
遂得到{\displaystyle n-1}個齊次多項式，它們在射影空間{\displaystyle \mathbb {P} _{F}^{n}}中定義一條曲線，此射影曲線與開集{\displaystyle U_{0}:=\{(X_{0}:\cdots :X_{n})|X_{0}\neq 0\}}的交集同構於原曲線。射影曲線的例子包括{\displaystyle \mathbb {P} _{\mathbb {Q} }^{3}}中的費馬曲線{\displaystyle X^{n}+Y^{n}+Z^{n}=0}，其上的有理點對應到費馬方程{\displaystyle X^{n}+Y^{n}=Z^{n}}的互素整數解。

## 代數函數域
代數曲線之研究可化約為不可約代數曲線之研究，後者的範疇在雙有理等價之意義下等價於代數函數域範疇。域{\displaystyle F}上的函數域{\displaystyle K}是超越次數為一的有限型域擴張，換言之：存在元素{\displaystyle x\in K}使得{\displaystyle x}在{\displaystyle F}上超越，而且{\displaystyle K/F(x)}是有限擴張。
以複數域{\displaystyle \mathbb {C} }為例，我們可以定義複係數有理函數域{\displaystyle \mathbb {C} (x)}。變元{\displaystyle x,y}對代數關係{\displaystyle y^{2}=x^{3}-x-1}生成的域{\displaystyle \mathbb {C} (x,y)}是一個橢圓函數域，代數曲線{\displaystyle \{(x,y)\in \mathbb {C} ^{2}:y^{2}=x^{3}-x-1\}}  給出它的一個幾何模型。
若基域{\displaystyle F}非代數封閉域，則函數域無法只由多項式的零點描述，因為此時存在無點的曲線。例如可取實數域{\displaystyle F:=\mathbb {R} }並考慮其上的代數曲線{\displaystyle x^{2}+y^{2}+1=0}，此方程定義了一個{\displaystyle \mathbb {R} [x]}的有限擴張，因而定義了一個函數域，然而
{\displaystyle \{(x,y)\in \mathbb {R} ^{2}:x^{2}+y^{2}+1=0\}=\emptyset }
代數封閉域上的代數曲線可以用代數簇完整地描述，對於一般的基域或者環上的曲線論，概形論能提供較合適的框架。

## 複代數曲線與黎曼曲面
複射影曲線可以嵌入{\displaystyle n}維複射影空間{\displaystyle \mathbb {C} P^{n}}。複射影曲線在拓撲上為二維的對象，當曲線光滑時，它是個緊黎曼曲面，即一維的緊複流形，因而是可定向的二維緊流形。這時該曲面的拓撲虧格（直觀說就是曲面有幾個洞或把手）等同於曲線上由代數幾何學定義的虧格。視這類曲線為黎曼曲面，則可以採複分析手法加以研究。另一方面，黎曼則證明了任何緊黎曼曲面都同構於一條複射影曲線。
於是我們有三個相互等價的範疇：複數域上的不可約平滑射影曲線、緊黎曼曲面與{\displaystyle \mathbb {C} }上的函數域。因此一維複分析（包括位勢論）、代數幾何與域論的方法此時能相互為用，這是高等數學裡很常見的現象。

## 奇點

### 判斷方式
曲線在一點{\displaystyle P}的平滑性可以用雅可比矩陣判斷。以下考慮嵌於{\displaystyle \mathbb {P} ^{n}}中的曲線：設該曲線由{\displaystyle n-1}個{\displaystyle n+1}個變元的齊次多項式{\displaystyle g_{1},\ldots ,g_{n-1}}定義，若其雅可比矩陣{\displaystyle \left({\frac {\partial g_{i}}{\partial x_{j}}}\right)_{i,j}}在區線上一點{\displaystyle P}滿秩，則稱它{\displaystyle P}點光滑；反之則稱為奇點。在一點的平滑性與多項式{\displaystyle g_{1},\ldots ,g_{n-1}}的選取無關，也與曲線的嵌入方式無關。
在平面射影曲線的例子，假設曲線{\displaystyle C}由齊次方程式{\displaystyle f(x,y,z)=0}定義，則{\displaystyle C}的奇點恰為{\displaystyle C}上使得{\displaystyle \nabla f}為零的點，即：
{\displaystyle {\frac {\partial f}{\partial x}}(P)={\frac {\partial f}{\partial y}}(P)={\frac {\partial f}{\partial z}}(P)=0\quad (P\in C)}
在特徵非零的域上，一條代數曲線僅有有限個奇點；無奇點的曲線即平滑曲線。奇點在雙有理映射下可能映為光滑點；事實上，奇點總是可藉著平面的拉開映射或正規化解消，由此得到的新平滑曲線仍雙有理等價於原曲線；然而對代數封閉域上的射影曲線，其奇點總數則關係到曲線的幾何虧格，後者是個雙有理不變量。

### 奇點分類

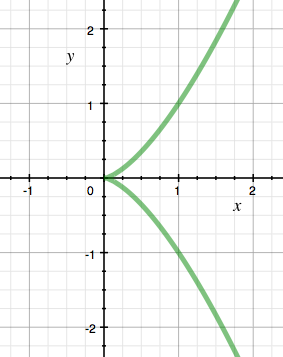

曲線的奇點包括多重點（這是曲線的自交點）及尖點（如仿射曲線{\displaystyle x^{3}=y^{2}}之於原點{\displaystyle (0,0)}，見右圖）等等。一般來說，仿射平面曲線{\displaystyle f(x,y)=0}在一點{\displaystyle P}的奇點性質可以透過下述方式理解：
透過平移，不妨假設{\displaystyle P=(0,0)}。將多項式{\displaystyle f(x,y)}寫成
{\displaystyle f(x,y)=\sum _{n\geq 1}f_{n}(x,y)}
其中{\displaystyle f_{n}(x,y)}是{\displaystyle n}次齊次多項式。直觀地想像，{\displaystyle f(x,y)=0}在原點附近的性狀僅決定於最低次的非零項，設之為{\displaystyle f_{m}(x,y)}。根據齊次性可以將之分解成
{\displaystyle f_{m}(x,y)=\prod _{i=1}^{m}(a_{i}x-b_{i}y)}
換言之，曲線在原點附近將近似於{\displaystyle m}條（含重複）直線{\displaystyle a_{i}x-b_{i}y=0}的聯集。上式中相異的直線數{\displaystyle r}稱作分支數，正整數{\displaystyle m}稱作平面曲線在該點的重數，此外還有一個內在的不變量{\displaystyle \delta _{P}:=\dim {\mathcal {O}}_{{\tilde {C}},P}/{\mathcal {O}}_{C,P}}，其中{\displaystyle {\tilde {C}}\rightarrow C}是該曲線的正規化態射。資料[m, δ, r]能夠被用來分類奇點。例如一般尖點對應到{\displaystyle [2,1,1]}，一般雙重點對應到{\displaystyle [2,1,2]}，而一般n重點則對應到{\displaystyle [n,{\frac {n(n-1)}{2}},n]}。
各奇點的不變量δP決定平面曲線{\displaystyle f(x,y)=0}的虧格：設{\displaystyle \deg f=d}，則有
{\displaystyle g={\frac {1}{2}}(d-1)(d-2)-\sum _{P}\delta _{P},}
對於在複數域上的平面曲線，John Milnor以拓撲方式定義了不變量μ，稱為Milnor數：同樣假設{\displaystyle P=(0,0)}，在原點附近夠小的四維球{\displaystyle B_{\epsilon }:=\{(x,y)\in \mathbb {C} ^{2}:|x|^{2}+|y|^{2}<\epsilon \}}內有{\displaystyle (x,y)\neq (0,0)\Rightarrow \nabla f(x,y)\neq 0}，此時有連續映射
{\displaystyle \nabla f(x,y):B_{\epsilon }-\{(0,0)\}\rightarrow B_{\epsilon }-\{(0,0)\}}
由於{\displaystyle B_{\epsilon }-\{(0,0)\}} 同倫等價於三維球面{\displaystyle \mathbb {S} ^{3}}，於是可定義μ為此映射的拓撲次數。μ與前述不變量的關係由下式表明：
{\displaystyle \mu =2\delta -r+1}
事實上，{\displaystyle \{(x,y)\in \mathbb {C} ^{2}:f(x,y)=0\}\cap \{(x,y)\in \mathbb {C} ^{2}:|x|^{2}+|y|^{2}=\epsilon \}}在ε夠小時是{\displaystyle \{(x,y)\in \mathbb {C} ^{2}:|x|^{2}+|y|^{2}=\epsilon \}\cong \mathbb {S} ^{3}}中的一個環圈，稱作奇點環圈，它具有複雜的拓撲性質。例如：{\displaystyle x^{3}=y^{2}}在尖點附近的奇點環圈是三葉結。

## 曲線的例子

### 有理曲線

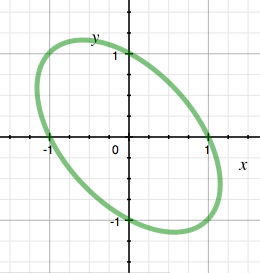

域{\displaystyle F}上的有理曲線是雙有理等價於射影直線{\displaystyle \mathbb {P} _{F}^{1}}的曲線，換言之，其函數域同構於單變元有理函數域{\displaystyle F(t)}。當{\displaystyle F}代數封閉時，這也等價於該曲線之虧格為零，對一般的域則不然；實數域上由{\displaystyle x^{2}+y^{2}+1=0}給出的函數域虧格為零，而非有理函數域。
具體地說，一條有理曲線是能以有理函數參數化的曲線，例子請見條目有理正規曲線。
任何{\displaystyle F}上有有理點的圓錐曲線都是有理曲線。參數化的過程如下：過給定有理點{\displaystyle P}而斜率為{\displaystyle t}的直線交平面上一條二次曲線於兩點，就x坐標來說，交點的x坐標是一個二次多項式的根，其中一個屬於{\displaystyle F}的根已知，即{\displaystyle P}的x坐標；因此透過根與係數的關係得知另一根也屬於{\displaystyle F}，而且能表作{\displaystyle t}在{\displaystyle F}上的有理函數。y坐標的作法相同。
例。考慮斜橢圓{\displaystyle E:x^{2}+xy+y^{2}=1}，其中{\displaystyle (-1,0)}是有理點。畫一條過該點且斜率為t之直線{\displaystyle y=t(x+1)}，並帶入E的等式，於是得到：
{\displaystyle x={\frac {1-t^{2}}{1+t+t^{2}}}}。
{\displaystyle y=t(x+1)={\frac {t(t+2)}{1+t+t^{2}}}}
這就給出E的有理參數化，於是證明了E是有理曲線。
將此結果置於射影幾何的框架下，則能導出若干數論的結論。例如我們可在E中加入無窮遠點，得到射影曲線
{\displaystyle X^{2}+XY+Y^{2}=Z^{2}\,\!}
以上參數化遂表為
{\displaystyle X=1-t^{2},\quad Y=t(t+2),\quad Z=t^{2}+t+1\,\!}
若取{\displaystyle t}為整數，對應的{\displaystyle X,Y,Z}是不定方程{\displaystyle X^{2}+XY+Y^{2}=Z^{2}}的整數解；若將{\displaystyle X}代以{\displaystyle -X}，則此方程詮釋為θ=60°時的餘弦定理，藉此能描述所有一角為  60°且邊長均為整數的三角形，例如取{\displaystyle t=2}，就得到邊長分別為X=3, Y=8, Z=7的三角形。

### 橢圓曲線
橢圓曲線可以定義為任意虧格等於一且給定一個有理點的代數曲線，它們都同構於平面上的三次曲線。此時通常取無窮遠處的反曲點為給定的有理點，這時該曲線可以寫作射影版本的Tate-魏爾施特拉斯形式：
{\displaystyle y^{2}z+a_{1}xyz+a_{3}yz^{2}=x^{3}+a_{2}x^{2}z+a_{4}xz^{2}+a_{6}z^{3}.\,\!}
橢圓曲線帶有唯一的阿貝爾群結構，使得給定有理點為單位元素，且加法為代數簇的態射，因而橢圓曲線構成一個阿貝爾簇。在三次平面曲線的情形，三點和為零若且唯若它們共線。對於複數域上的橢圓曲線，此阿貝爾簇同構於{\displaystyle \mathbb {C} /\Lambda }，其中的{\displaystyle \Lambda }由相應的橢圓函數給出。

### 虧格大於一的曲線
對虧格大於一的曲線，其性質與有理曲線與橢圓曲線有顯著不同。根據法爾廷斯定理，定義在數域上的這類曲線只有有限個有理點；若視為黎曼曲面，它們則帶有雙曲幾何的結構。例子包括超橢圓曲線、克萊因四次曲線與一開始提到的費馬曲線在{\displaystyle n\geq 4}的情形。

## 文獻
- Egbert Brieskorn and Horst Knörrer, Plane Algebraic Curves, John Stillwell, trans., Birkhäuser, 1986
- Claude Chevalley, Introduction to the Theory of Algebraic Functions of One Variable, American Mathematical Society, Mathematical Surveys Number VI, 1951
- Hershel M. Farkas and Irwin Kra, Riemann Surfaces, Springer, 1980
- Phillip A. Griffiths, Introduction to Algebraic Curves, Kuniko Weltin, trans., American Mathematical Society, Translation of Mathematical Monographs volume 70, 1985 revision
- Robin Hartshorne, Algebraic Geometry, Springer, 1977
- Shigeru Iitaka, Algebraic Geometry: An Introduction to the Birational Geometry of Algebraic Varieties, Springer, 1982
- John Milnor, Singular Points of Complex Hypersurfaces, Princeton University Press, 1968
- George Salmon, Higher Plane Curves, Third Edition, G. E. Stechert & Co., 1934
- Jean-Pierre Serre, Algebraic Groups and Class Fields, Springer, 1988